# آدریانا دوناوسکا
آدریانا دوناوسکا (به انگلیسی: Adriana Dunavska) ژیمناست زادهٔ ۴ آوریل ۱۹۷۰ میلادی اهل کشور بلغارستان است.